# Stephen Lobo
Stephen Lobo (Toronto, 22 novembre 1973) è un attore canadese.

## Biografia
Nato a Toronto, suo padre, emigrato in Canada dalla Tanzania, è di origini indiane, mentre sua madre è di origini iraniane.
Attivo principalmente in ambito televisivo, nel corso della sua carriera si è distinto per i suoi ruoli nelle serie Painkiller Jane e Continuum.

## Filmografia parziale

### Televisione
- Painkiller Jane - serie TV, 22 episodi (2007)
- Fear Itself - serie TV, episodio 1x03 (2008)
- Smallville - serie TV, 5 episodi (2009)
- Fringe - serie TV, episodio 4x01 (2011)
- Continuum - serie TV, 42 episodi (2012-2015)
- Arctic Air - serie TV, 35 episodi (2012-2014)
- Motive - serie TV, episodio 3x03 (2015)
- Supernatural - serie TV, episodi 12x08-12x09 (2016-2017)
- X-Files - serie TV, episodio 10x05 (2016)
- Travelers - serie TV, 4 episodi (2017-2018)
- Beyond - serie TV, 2 episodi (2017)
- Colony - serie TV, 4 episodi (2018)
- The Good Doctor - serie TV, episodio 1x16 (2018)
- The Flash - serie TV, episodio 6x09 (2019)
- Snowpiercer - serie TV, 9 episodi (2020-2024)
- Arrow - serie TV, episodio 8x08 (2020)
- Van Helsing - serie TV, 3 episodi (2021)
- Nancy Drew - serie TV, 4 episodi (2021)
- Allegiance - serie TV, 10 episodi (2023)

## Doppiatori italiani
Nelle versioni in italiano delle opere in cui ha recitato, Stephen Lobo è stato doppiato da:
- Federico Di Pofi in Fear Itself, Supernatural
- Fabrizio Vidale in Painkiller Jane
- Gianfranco Miranda in Smallville (st. 8)
- Guido Di Naccio in Smallville (st. 9)
- Luca Graziani in Fringe
- Paolo De Santis in Continuum
- Stefano Brusa in Arctic Air
- Alessio Cigliano in Motive
- Fabrizio Russotto in X-Files
- Alessandro Rigotti in Travelers
- Emanuele Durante in Colony
- Marco Baroni in Van Helsing
- Matteo Costantini in Snowpiercer
- Andrea Lavagnino in Wifelike
- Riccardo Petrozzi in Fire Country